# Engie
ENGIE (noul nume al GDF Suez) este o companie franceză de utilități, înființată în iulie 2008, prin fuziunea companiilor Gaz de France și Suez.
ENGIE deține în portofoliu companiile Electrabel și Distrigaz Sud.
Număr de angajați în 2009: 200.000
Cifra de afaceri în 2008: 83,1 miliarde Euro